# Литлпорт
Литлпорт — это деревня в Ист-Кембриджшире, в районе Острова Эли, Кембриджшир, Англия, расположенная приблизительно 6 милях (10 км) к северо-востоку от Или и в 6 милях (10 км) к юго-востоку от Уэлни, на южной части Бедфордского уровня реки Великий Уз, недалеко от Burnt Fen и Mare Fen. В деревне две начальные школы, Millfield Primary и Littleport Community, и средняя школа Vista Academy.

## История
Название деревни на староанглийском — Litelport, в 1086 году деревня вылавливала для аббатов из Эли 17,000 угрей в год.
Основателем Литлпорта считается Король Кнут. Однажды рыбак предоставил королю убежище на ночь, после того как пьяные монахи отказали ему в гостеприимстве. В наказание монахам, король сделал рыбака мэром новооснованной деревни.
Восстания в Литлпорте 1816 года начались после того, как ветераны битвы при Ватерлоо вернулись домой и обнаружили, что не могут найти работу, а цены на зерно значительно выросли. Они вышли на улицы и начали разрушать магазины и здания, пока не были привлечены войска. Церковные регистры были уничтожены в ходе восстаний. Оставшиеся регистры начинаются с 1754 года (браки), 1756 (похороны) и 1783 (крещения). Некоторые оригинальные документы, связанные с восстаниями, хранятся в Графском архиве в Кембридже. Восстания в Литлпорте 1816 года повлияли на принятие Закона о бродягах 1824 года.
В 2003 году в Литлпорте была установлена статуя Harley-Davidson, посвященная столетию мотоциклетной компании. Отец Уильяма Харли, сооснователя компании Уильям Сильвестр Харли, родился на улице Виктория в Литлпорте в 1835 году и эмигрировал в Соединенные Штаты в 1859 году.

## Управление
Литлпорт управляется гражданской общиной с избранным советом общины. Заседания общинного совета проводятся в здании The Barn.
Второй уровень местного управления в Литлпорте был Ely Rural District с 1894 по 1974 год, когда был образован окружной совет East Cambridgeshire с центром в Или. Третий уровень — Совет графства Кембриджшир.
Общинный совет относится к парламентскому избирательному округу Северо-Восточный Кембриджшир.

## Экономика
Томас Пикок, основатель сети магазинов мужской одежды Hope Brothers, родился в Литлпорте в 1829 году. Пикок открыл несколько магазинов в Лондоне, первый из которых был расположен на Ludgate Hill.
Первый завод по производству рубашек и воротничков Hope Brothers был открыт в деревне в 1881 году на White Hart Lane. К 1891 году на заводе работали от 300 до 400 женщин и детей. На заводе был социальный клуб и библиотека. В 1940-х и 1950-х годах Hope Brothers также производил форму для сборной Англии по футболу. Позже завод был приобретен компанией Burberry.
С 1979 по 1983 год в Литлпорте базировалась фирма Jim Burns guitars, производившая такие гитары, как Steer, популяризированные Билли Брэггом.

## Малый Уз
Округ Литлпорт включает в себя хутор Малый Уз, который входит в восточный район Литлпорта. Малый Уз теперь полностью жилой: паб Waterman’s Arms и церковь Святого Иоанна Евангелиста были преобразованы в частные дома.
Самый низкий тригонометрический пункт в Британии находится недалеко от Малого Уза; он расположен на 3 фута (0,91 м) ниже уровня моря.

## Климат
Среднегодовое количество осадков в Кембриджшире составляет 24 дюйма (600 мм), что делает его одним из самых сухих графств Британии. Защищенное от прохладных прибрежных ветров, графство теплое летом и холодное зимой с морозами.
Ближайшая метеорологическая станция Мет Офис находится в Кембридже (NIAB).
Несколько других местных метеостанций регулярно передают данные в интернет. Например, через Weather Underground, Inc.
| Показатель                    | Янв. | Фев. | Март | Апр. | Май  | Июнь | Июль | Авг. | Сен. | Окт. | Нояб. | Дек. | Год   |
| ----------------------------- | ---- | ---- | ---- | ---- | ---- | ---- | ---- | ---- | ---- | ---- | ----- | ---- | ----- |
| Средний суточный максимум, °C | 7,0  | 7,4  | 10,2 | 12,6 | 16,5 | 19,4 | 22,2 | 22,3 | 18,9 | 14,6 | 9,9   | 7,8  | 14,1  |
| Средняя температура, °C       | 4,2  | 4,3  | 6,6  | 9,2  | 13,0 | 15,5 | 17,1 | 17,1 | 15,0 | 11,3 | 7,2   | 4,8  | 10,3  |
| Средний суточный минимум, °C  | 1,3  | 1,1  | 2,9  | 4,0  | 6,7  | 9,8  | 12,0 | 11,9 | 10,1 | 7,1  | 3,7   | 2,3  | 6,1   |
| Норма осадков, мм             | 45,0 | 32,7 | 41,5 | 43,1 | 44,5 | 53,8 | 38,2 | 48,8 | 51,0 | 53,8 | 51,1  | 50,0 | 553,5 |
| Источник: Мет Офис            |      |      |      |      |      |      |      |      |      |      |       |      |       |

## Демография
Литлпорт занимает площадь 28,46 квадратной мили (74 км2), что делает его самым большим селом в East Cambridgeshire по площади. Город Или имеет самое большое население в East Cambridgeshire, за ним следуют Soham и Литлпорт.
| Историческая численность населения Литлпорта |      |      |      |        |      |      |      |      |      |      |      |
| Год                                          | 1801 | 1811 | 1821 | 1831   | 1841 | 1851 | 1861 | 1871 | 1881 | 1891 | 1901 |
| Население                                    | 1602 | 1847 | 2364 | 2644   | 3365 | 3832 | 3733 | 3903 | 3571 | 4201 | 4221 |
| Год                                          | 1911 | 1921 | 1931 | 1941   | 1951 | 1961 | 1971 | 1981 | 1991 | 2001 | 2011 |
| Население                                    | 4527 | 4526 | 4779 | [ 20 ] | 5182 | 5291 | 5293 | 5673 | 6282 | 7521 | 8738 |
| Перепись: 1801—2001 2011                     |      |      |      |        |      |      |      |      |      |      |      |

## Известные личности
- Питер Экройд (1917—2005), библеист, умер в доме престарелых Литлпорта.
- Уильям Харли эмигрировал в Соединенные Штаты, где его сын Уильям Сильвестр Харли вступил в партнерство для создания мотоциклетной компании Harley-Davidson[22]
- Фред Хокли (1923—1945), пилот истребителя Второй мировой войны
- Эдвард Мортимер-Роуз (1920—1943), пилот истребителя Второй мировой войны
- Джеймс Найтолл (1922—1944), посмертно награжден Георгиевским крестом за героизм, проявленный во время катастрофы на железной дороге в Сохэме в 1944 году
- Марти Скарлл, профессиональный рестлер. Победитель BOLA 2016 и неоднократный чемпион Progress Wrestling Чемпионат Прогресс Рестлинга
- Виктор Уотсон (родился в 1936 году), детский писатель и академик, родился в Литлпорте
- Томас Пикок (родился в 1829 году в Литлпорте, умер в 1895 году) основал сеть магазинов мужской одежды Hope Brothers и построил завод по производству рубашек и воротничков в Литлпорте в 1881 году.
- Роджер Лоу (родился в 1941 году в Литлпорте), британский карикатурист, керамист и один из двух авторов Luck and Flaw (с Питер Флак), создатели популярного сатирического телевизионного кукольное шоу Spitting Image.

## Вторая мировая война
16 декабря 1944 года британский двойной агент Эдди Чепмен был отправлен в миссию в Британию немцами на быстром и маневренном малом истребителе, который взлетел с передовой военно-воздушной базы Люфтваффе на голландском побережье. Целью миссии было контролировать точность падения бомб V-1 и ракет V-2 на Лондон, а затем докладывать об их влиянии на мораль населения, чтобы улучшить эффективность и разрушительную силу атак. После того как бомбы достигли Лондона, истребитель Чепмена изменил курс на Восточную Англию, чтобы он мог выброситься на парашюте над ровной местностью.
Истребитель был переделан для парашютного десанта путем вырезания небольшого люка в полу. Низколетящий истребитель был замечен британским ночным истребителем и атакован над зоной сброса. Чепмен выбрался головой вперед через люк, при этом его парашют сначала застрял. Пока он спускался на землю, он видел, как британский ночной истребитель снова атаковал немецкий истребитель, который взорвался и разбился, вспыхнув огненным шаром, убив оставшихся членов экипажа. Чепмен приземлился возле Apes Hall, Литлпорт, посреди ночи. Он разбудил управляющего фермой Джорджа Конвайна, стуча в дверь зала. Чтобы избежать сложных вопросов, Конвайну было сказано Чепменом, что он — разбившийся британский летчик, и ему нужно позвонить в полицию.

## Местный фольклор и легенды

### Привидения черных собак
Литлпорт известен двумя различными легендами о призрачных черных собаках, которые связаны с фольклором Черного Шака Восточной Англии, но отличаются по значимым аспектам.
Местный фольклорист В. Х. Барретт рассказывает историю, происходящую до Английской Реформации, о местной девушке, собирающей дикую мяту у близлежащего озера, которую спасает от похотливого монаха огромная черная собака, в результате чего оба погибают в схватке. Местные жители выбросили тело монаха в озеро, но похоронили собаку с почестями, после чего говорят, что она стала преследовать эту местность.
Фольклорист Кембриджшира Энид Портер рассказывает истории XIX века о черной собаке, преследующей дорогу A10 между Литлпортом и соседним хутором Брэндон-Крик. Местные жители не могли спать ночами из-за воя, а путешественники слышали стук копыт за спиной и чувствовали горячее дыхание на затылке. По местной легенде, собака ждет возвращения своего хозяина, который утонул в близлежащей реке Великий Уз в начале 1800-х. Говорят, что преследование прекратилось в 1906 году, когда местный житель наехал на что-то твердое, что так и не было найдено, рядом с местом, где якобы утонул хозяин собаки.

### Культурное значение
Литлпорт вдохновил на создание Великого Дипинга, вымышленного местоположения в детских романах Paradise Barn Виктора Уотсона, действие которых происходит во время Второй мировой войны.

## Галерея

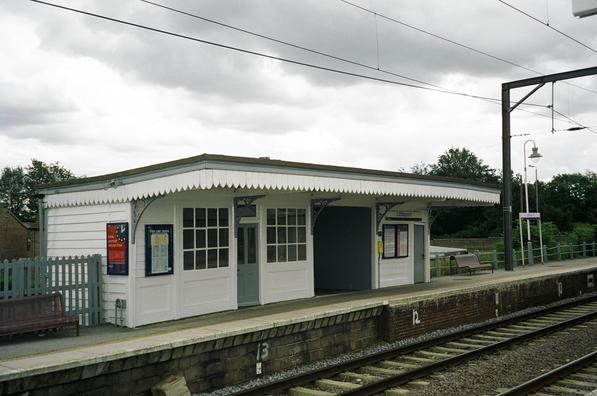
Железнодорожная станция Литлпорт
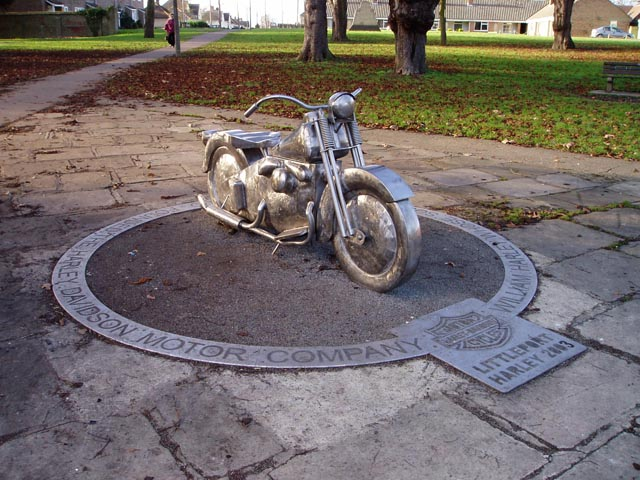
Памятник Harley-Davidson